# Overcome (Live)
Overcome is een nummer van de Amerikaanse band Live. Het nummer is de tweede single van hun album V, dat op 18 september 2001 uitkwam. Het lied gaat over het draagbaar maken van alle ellende in de wereld, het heeft daarbij een enigszins religieus karakter ("Holy water in my lungs" zou staan voor de doop; "My master's in the yard givin' light to the unaware" zou staan voor God). Doordat de single veel gebruikt werd in de verslaggeving van de aanslagen door radio- en televisiezenders, raakte het geassocieerd met de aanslagen op 11 september 2001 op het World Trade Center in New York, maar hij was dus al eerder opgenomen.

## Achtergrond
De single was in week 38 van 2001 de 444e Megahit op Radio 3FM en in week 43 de 1643e Alarmschijf op Radio 538 en werd een gigantische hit. De plaat bereikte de 3e positie in de publieke hitlijst; destijds de Mega Top 100 op Radio 3FM. In de Nederlandse Top 40 op Radio 538 werd de 2e positie behaald.
In België bereikte de single de 2e positie in zowel de Vlaamse Ultratop 50 als de Vlaamse Radio 2 Top 30. In Wallonië werd géén notering behaald.
Sinds de editie van december 2001 staat de single onafgebroken genoteerd in de jaarlijkse NPO Radio 2 Top 2000 van de Nederlandse publieke radiozender NPO Radio 2, met als hoogste notering een 64e positie in 2003.

## Hitnoteringen

### Nederlandse Top 40
| Hitnotering: 20-10-2001 t/m 26-01-2002 | Hitnotering: 20-10-2001 t/m 26-01-2002 | Hitnotering: 20-10-2001 t/m 26-01-2002 | Hitnotering: 20-10-2001 t/m 26-01-2002 | Hitnotering: 20-10-2001 t/m 26-01-2002 | Hitnotering: 20-10-2001 t/m 26-01-2002 | Hitnotering: 20-10-2001 t/m 26-01-2002 | Hitnotering: 20-10-2001 t/m 26-01-2002 | Hitnotering: 20-10-2001 t/m 26-01-2002 | Hitnotering: 20-10-2001 t/m 26-01-2002 | Hitnotering: 20-10-2001 t/m 26-01-2002 | Hitnotering: 20-10-2001 t/m 26-01-2002 | Hitnotering: 20-10-2001 t/m 26-01-2002 | Hitnotering: 20-10-2001 t/m 26-01-2002 | Hitnotering: 20-10-2001 t/m 26-01-2002 | Hitnotering: 20-10-2001 t/m 26-01-2002 |
| Week:                                  | 1                                      | 2                                      | 3                                      | 4                                      | 5                                      | 6                                      | 7                                      | 8                                      | 9                                      | 10                                     | 11                                     | 12                                     | 13                                     | 14                                     |                                        |
| -------------------------------------- | -------------------------------------- | -------------------------------------- | -------------------------------------- | -------------------------------------- | -------------------------------------- | -------------------------------------- | -------------------------------------- | -------------------------------------- | -------------------------------------- | -------------------------------------- | -------------------------------------- | -------------------------------------- | -------------------------------------- | -------------------------------------- | -------------------------------------- |
| Positie:                               | 15                                     | 4                                      | 2                                      | 3                                      | 4                                      | 5                                      | 6                                      | 9                                      | 9                                      | 9                                      | 15                                     | 15                                     | 22                                     | 36                                     | uit                                    |

### Mega Top 100
Megahit op Radio 3FM week 38 2001.
| Hitnotering: 20-10-2001 t/m 23-02-2002 | Hitnotering: 20-10-2001 t/m 23-02-2002 | Hitnotering: 20-10-2001 t/m 23-02-2002 | Hitnotering: 20-10-2001 t/m 23-02-2002 | Hitnotering: 20-10-2001 t/m 23-02-2002 | Hitnotering: 20-10-2001 t/m 23-02-2002 | Hitnotering: 20-10-2001 t/m 23-02-2002 | Hitnotering: 20-10-2001 t/m 23-02-2002 | Hitnotering: 20-10-2001 t/m 23-02-2002 | Hitnotering: 20-10-2001 t/m 23-02-2002 | Hitnotering: 20-10-2001 t/m 23-02-2002 | Hitnotering: 20-10-2001 t/m 23-02-2002 | Hitnotering: 20-10-2001 t/m 23-02-2002 | Hitnotering: 20-10-2001 t/m 23-02-2002 | Hitnotering: 20-10-2001 t/m 23-02-2002 | Hitnotering: 20-10-2001 t/m 23-02-2002 | Hitnotering: 20-10-2001 t/m 23-02-2002 | Hitnotering: 20-10-2001 t/m 23-02-2002 | Hitnotering: 20-10-2001 t/m 23-02-2002 | Hitnotering: 20-10-2001 t/m 23-02-2002 |
| Week:                                  | 1                                      | 2                                      | 3                                      | 4                                      | 5                                      | 6                                      | 7                                      | 8                                      | 9                                      | 10                                     | 11                                     | 12                                     | 13                                     | 14                                     | 15                                     | 16                                     | 17                                     | 18                                     |                                        |
| -------------------------------------- | -------------------------------------- | -------------------------------------- | -------------------------------------- | -------------------------------------- | -------------------------------------- | -------------------------------------- | -------------------------------------- | -------------------------------------- | -------------------------------------- | -------------------------------------- | -------------------------------------- | -------------------------------------- | -------------------------------------- | -------------------------------------- | -------------------------------------- | -------------------------------------- | -------------------------------------- | -------------------------------------- | -------------------------------------- |
| Positie:                               | 20                                     | 7                                      | 3                                      | 3                                      | 4                                      | 6                                      | 6                                      | 7                                      | 9                                      | 11                                     | 17                                     | 22                                     | 27                                     | 33                                     | 41                                     | 65                                     | 75                                     | 81                                     | uit                                    |

### Vlaamse Ultratop 50
| Hitnotering: 20-10-2001 t/m 26-01-2002 | Hitnotering: 20-10-2001 t/m 26-01-2002 | Hitnotering: 20-10-2001 t/m 26-01-2002 | Hitnotering: 20-10-2001 t/m 26-01-2002 | Hitnotering: 20-10-2001 t/m 26-01-2002 | Hitnotering: 20-10-2001 t/m 26-01-2002 | Hitnotering: 20-10-2001 t/m 26-01-2002 | Hitnotering: 20-10-2001 t/m 26-01-2002 | Hitnotering: 20-10-2001 t/m 26-01-2002 | Hitnotering: 20-10-2001 t/m 26-01-2002 | Hitnotering: 20-10-2001 t/m 26-01-2002 | Hitnotering: 20-10-2001 t/m 26-01-2002 | Hitnotering: 20-10-2001 t/m 26-01-2002 | Hitnotering: 20-10-2001 t/m 26-01-2002 | Hitnotering: 20-10-2001 t/m 26-01-2002 | Hitnotering: 20-10-2001 t/m 26-01-2002 | Hitnotering: 20-10-2001 t/m 26-01-2002 |
| Week:                                  | 1                                      | 2                                      | 3                                      | 4                                      | 5                                      | 6                                      | 7                                      | 8                                      | 9                                      | 10                                     | 11                                     | 12                                     | 13                                     | 14                                     | 15                                     |                                        |
| -------------------------------------- | -------------------------------------- | -------------------------------------- | -------------------------------------- | -------------------------------------- | -------------------------------------- | -------------------------------------- | -------------------------------------- | -------------------------------------- | -------------------------------------- | -------------------------------------- | -------------------------------------- | -------------------------------------- | -------------------------------------- | -------------------------------------- | -------------------------------------- | -------------------------------------- |
| Positie:                               | 18                                     | 5                                      | 2                                      | 2                                      | 3                                      | 5                                      | 8                                      | 10                                     | 13                                     | 20                                     | 25                                     | 28                                     | 35                                     | 37                                     | 41                                     | uit                                    |

### Vlaamse Radio 2 Top 30
| Hitnotering: 20-10-2001 t/m 26-01-2002 | Hitnotering: 20-10-2001 t/m 26-01-2002 | Hitnotering: 20-10-2001 t/m 26-01-2002 | Hitnotering: 20-10-2001 t/m 26-01-2002 | Hitnotering: 20-10-2001 t/m 26-01-2002 | Hitnotering: 20-10-2001 t/m 26-01-2002 | Hitnotering: 20-10-2001 t/m 26-01-2002 | Hitnotering: 20-10-2001 t/m 26-01-2002 | Hitnotering: 20-10-2001 t/m 26-01-2002 | Hitnotering: 20-10-2001 t/m 26-01-2002 | Hitnotering: 20-10-2001 t/m 26-01-2002 | Hitnotering: 20-10-2001 t/m 26-01-2002 | Hitnotering: 20-10-2001 t/m 26-01-2002 | Hitnotering: 20-10-2001 t/m 26-01-2002 | Hitnotering: 20-10-2001 t/m 26-01-2002 | Hitnotering: 20-10-2001 t/m 26-01-2002 | Hitnotering: 20-10-2001 t/m 26-01-2002 |
| Week:                                  | 1                                      | 2                                      | 3                                      | 4                                      | 5                                      | 6                                      | 7                                      | 8                                      | 9                                      | 10                                     | 11                                     | 12                                     | 13                                     | 14                                     | 15                                     |                                        |
| -------------------------------------- | -------------------------------------- | -------------------------------------- | -------------------------------------- | -------------------------------------- | -------------------------------------- | -------------------------------------- | -------------------------------------- | -------------------------------------- | -------------------------------------- | -------------------------------------- | -------------------------------------- | -------------------------------------- | -------------------------------------- | -------------------------------------- | -------------------------------------- | -------------------------------------- |
| Positie:                               | 21                                     | 4                                      | 2                                      | 2                                      | 2                                      | 3                                      | 5                                      | 6                                      | 7                                      | 10                                     | 12                                     | 18                                     | 23                                     | 29                                     | 30                                     | uit                                    |

### NPO Radio 2 Top 2000
| Nummer met noteringen in de NPO Radio 2 Top 2000 | '01 | '02 | '03 | '04 | '05 | '06 | '07 | '08 | '09 | '10 | '11 | '12 | '13 | '14 | '15 | '16 | '17 | '18 | '19 | '20 | '21 | '22 | '23 | '24 |
| ------------------------------------------------ | --- | --- | --- | --- | --- | --- | --- | --- | --- | --- | --- | --- | --- | --- | --- | --- | --- | --- | --- | --- | --- | --- | --- | --- |
| Overcome                                         | 879 | 107 | 64  | 184 | 352 | 409 | 650 | 267 | 419 | 414 | 322 | 425 | 383 | 497 | 440 | 567 | 540 | 664 | 737 | 640 | 616 | 769 | 809 | 737 |

1. ↑  Een vetgedrukt getal geeft de hoogste notering aan.
2. ↑  2001 was het eerste jaar met een notering voor dit nummer.